# Ю-571
«Ю-571» (англ. U-571) — художественный фильм, военная драма режиссёра Джонатана Мостоу.

## Сюжет
Вторая мировая война. После удачной атаки британского эсминца немецкая подлодка «U-571» попадает под серию глубинных бомб, убита вся команда механиков. Командир посылает просьбу о помощи, радиосообщение перехватывает разведка союзников. Американцы вынашивают планы по тайному захвату шифровальной машины «Энигма». Именно благодаря ей немецкому подводному флоту удаётся сохранить в тайне свои перемещения по мировому океану.
Экипаж американской подводной лодки «S-33» получает секретный приказ командования. Лодку спешно камуфлируют под немецкую, она под видом подлодки помощи подходит к U-571. Американские моряки внезапно захватывают лодку и переправляют на свою лодку трофеи, но подоспевшая на помощь другая немецкая подводная лодка снабжения выпускает торпеду, взорвав американскую подлодку. Девять американцев остаются на борту «U-571». Командование принимает лейтенант Тайлер. Американцы, наспех разобравшись с управлением, торпедируют подлодку, уничтожившую S-33, восстанавливают ходовую часть трофейной лодки и идут в Англию.
Появляется немецкий эсминец. Внезапным выстрелом из пушки американцы разбивают его радиорубку, «U-571» подныривает под эсминцем, но тот бросается в погоню, его глубинные бомбы едва не топят подлодку. Американцам удаётся заставить подлодку подняться на поверхность, но снова погрузиться она уже не может. Они ремонтируют трубу торпедного аппарата и топят эсминец. Лодка гибнет, американцев на шлюпке замечает гидросамолёт союзников.

## В ролях
| Актёр            | Роль                                           |
| ---------------- | ---------------------------------------------- |
| Мэттью Макконахи | лейтенант Эндрю Тайлер (старший помощник S-33) |
| Джон Бон Джови   | лейтенант Пит Эмметт (S-33)                    |
| Билл Пэкстон     | лейтенант-командер Майк Долгрен (капитан S-33) |
| Харви Кейтель    | старшина Генри Клаф (S-33)                     |
| Томас Кречман    | капитан Гюнтер Васснер (капитан U-571)         |
| Дэвид Кит        | майор Мэттью Кунен (сотрудник разведки)        |
| Джейк Уэбер      | лейтенант Хирш (сотрудник разведки)            |
| Джек Ноузуорти   | матрос Билл Уэнц (радист S-33)                 |

## Премии и номинации
- 2000 — номинация на премию «Оскар» за лучший звук (Стив Маслоу, Грегг Ландакер, Рик Клайн и Айван Шаррок)[1].
- 2001 — премия Оскар — Лучший звуковой монтаж (Джон Джонсон)
- 2001 — премия ВМI Film Music Award (Ричард Марвин).
- 2001 — номинация на премию ассоциации звукооператоров США «Золотая бобина» — лучший монтаж диалогов, лучший монтаж звуковых эффектов.

## Отзывы
На сайте-агрегаторе Rotten Tomatoes фильм имеет рейтинг 67% на основании 116 критических отзывов. На сайте Metacritic рейтинг фильма составляет 62 из 100 на основании 35 отзывов.

## Историческая достоверность
Фильм подвергся критике за «переписывание истории», главным образом, со стороны Великобритании. В действительности, первыми «Энигму» захватили британцы, в то время как американская операция, изображённая в фильме, является художественным вымыслом. Премьер-министр Великобритании Тони Блэр назвал фильм «оскорблением для британских моряков».